# 家庭医療
家庭医療（かていいりょう）は、疾病臓器・患者の性別・年齢・その他医学的技能の専門性にとらわれず、患者ならびに地域住民の健康問題を幅広く担当する医療分野。英語ではfamily practice。
家庭医療に専門的に従事する医師を家庭医（ family physician ／ family doctor ）と呼び、家庭医療に学問的基盤を提供する領域を家庭医療学（ family medicine ）と称する。
日本においては、開業医がその役割の大半を担っている。
関連学会としては、NPO法人日本家庭医療学会が1986年に家庭医療学研究会として発足し、2010年4月1日に日本プライマリ・ケア学会等と合併し、社団法人日本プライマリ・ケア連合学会となって現在に至っている。